# Pl.hum.poezja
pl.hum.poezja (php, pehap) – polska grupa dyskusyjna w Usenecie poświęcona poezji. Przez redakcję Tekstyliów bis uznana za jedną z najbardziej rozpoznawalnych polskich internetowych społeczności literackich. 
Pl.hum.poezja założona została 6 stycznia 1998 r. przez grupę 31 osób. W zamierzeniu twórców jej działalność miała ograniczać się do wymiany opinii na temat poezji, jednakże jej charakter szybko uległ zmianie na forum służące prezentacji twórczości użytkowników. Działalność grupy wykroczyła poza Usenet; powstały strony internetowe zawierające wybór wierszy publikowanych na grupie, twórczość pl.hum.poezja prezentowana była w magazynie Esensja. W 2002 r. nakładem wydawnictwa Ruta ukazała się antologia „p.h.p. wiersze” zawierająca utwory publikowane na pl.hum.poezja. Na pl.hum.poezja debiutowali m.in. Justyna Bargielska i Anna Tomaszewska. Przez wiele lat związani z nią byli Marcin Cecko i Michał Kobyliński (jeden z najaktywniejszych członków grupy, działający pod pseudonimem Asasello). 